# Pierpaolo Pedroni
Pierpaolo Pedroni (Cremona, 20 maggio 1964 – Milano, 23 giugno 2009) è stato un giocatore e, successivamente, arbitro di rugby a 15, che legò quasi tutta la sua carriera all'Amatori Milano con cui vinse quattro scudetti.

## Biografia
La carriera sportiva di Pierpaolo Pedroni è legata all'Amatori Milano (per un periodo negli anni novanta Milan Rugby, sotto la proprietà di Silvio Berlusconi); con la squadra del capoluogo lombardo Pedroni ha vinto quattro titoli di campione d'Italia e una Coppa Italia.
Esordì in nazionale nel 1989 contro lo Zimbabwe sotto la gestione di Bertrand Fourcade; sono 25 in totale le presenze internazionali di Pedroni, compresi i 3 caps nella Coppa del Mondo di rugby 1995 in Sudafrica, alla quale la nazionale partecipò sotto la guida tecnica di Georges Coste.
Dopo una brevissima parentesi francese ad Agen (qualche mese nell'autunno 1997) tornò a Milano e terminò la carriera da giocatore a Parma.
Divenuto arbitro, esordì nel 2004 in serie B (sezione di Milano).
Attivo anche come cronista sportivo, commentò anche eventi rugbistici dalle frequenze televisive di Eurosport e Sportitalia.
Il 23 giugno 2009 Pedroni è morto a Milano a causa di un infarto cardiaco.
I funerali si tennero a Castiraga Vidardo, suo luogo di residenza.

## Palmarès
- Campionati italiani: 4
Amatori Milano: 1990-91, 1991-92, 1994-95, 1995-96
- Coppe Italia: 1
Amatori Milano: 1994-95